# 广式腊肉

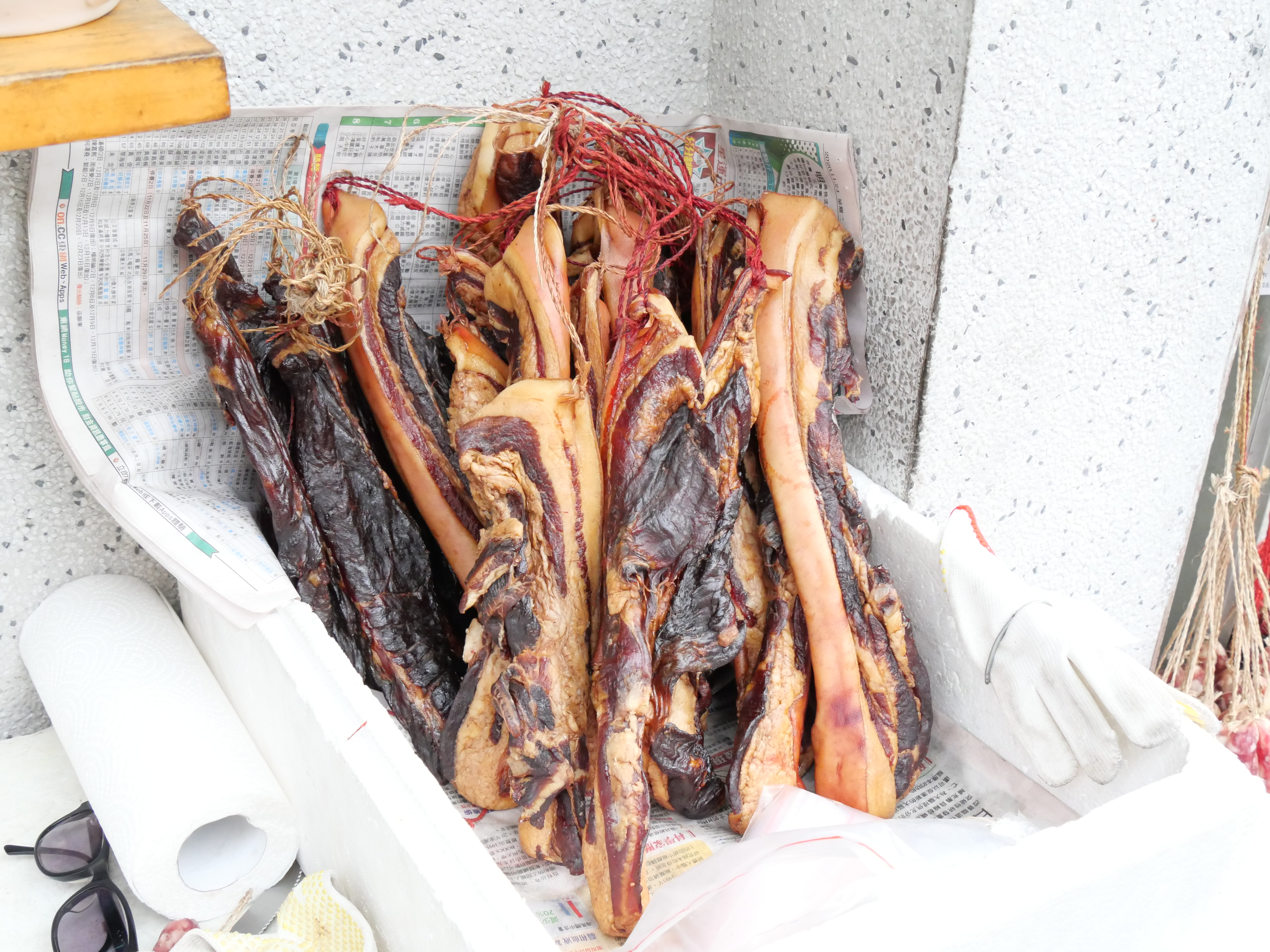
香港本土臘肉

广式腊肉是广式腊味的一个品种，指采用广东珠江三角洲一带常用的食物腊制法制作的腊肉。其主要产地包括广州、东莞、中山、深圳等广东省内城市，以及以广府文化为重要文化源流的香港等地。

## 腊肉的制作
为了制作出味道适口、便于储存的广式腊肉，需要履行几个必要步骤：选料和改刀、腌制和干燥。

### 选料和改刀
广式腊肉一般选用新鲜的五花肉，即猪胸腹部肥瘦层夹的肉作为主料。
最优质的腊肉，应该选用层次多，肥瘦肉层分布与厚度都均匀的肉。瘦肉太多太厚，做出来的腊肉会过于柴硬，失去肥腴的口感；肥肉太多，做出来的腊肉又会过于油腻。因此，选取肥瘦肉层都较薄而层数多的五花肉，是做出好腊肉的第一步。
广式腊肉通常是切成肉条后再进行腌制风干。比较常见的腊肉规格是：宽一寸（约三厘米）至一寸半，长一尺（约三十三厘米）到一尺半左右。

### 腌制

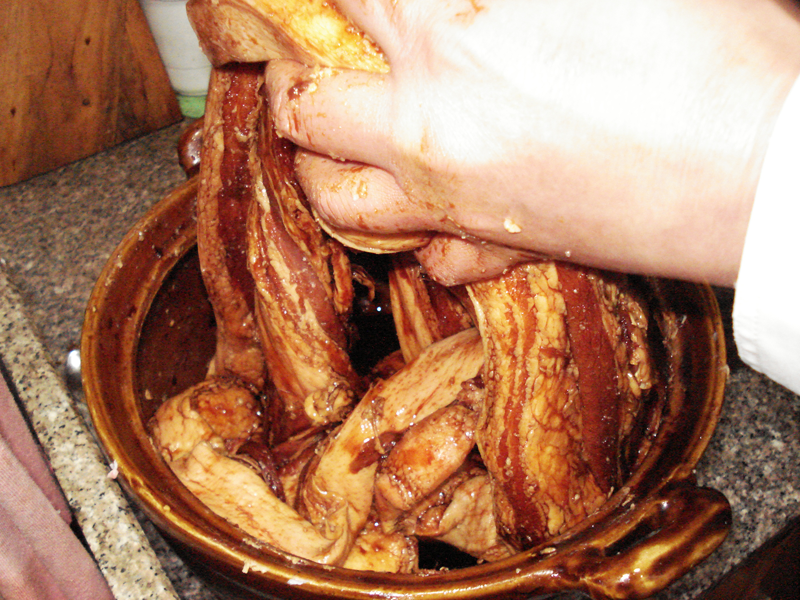
用盐、糖、酒、生抽和老抽混合而成的调料搅拌腌制用来做腊肉的五花肉条。

腌制就是指使用调味料来浸渍加工好的肉条一段时间，使肉条入味的过程。
腌制的主要步骤是：
- 往切好的肉条上加入适量盐和糖（其中盐的份量要多一些），用手抓捞肉条，使盐和糖均匀沾在上面；
- 往拌好的肉条中加入酒（最好取用如汾酒、玫瑰露酒等香味浓、带甜香的酒），将其与肉条拌匀，并用手沾酒抹擦肉条，让肉充分吸收酒的香味；
- 往肉里加入足量的生抽，搅拌均匀，让肉能够充分吸收其鲜味和咸味；
- 往肉里加入适量老抽，搅拌均匀，使肉带上漂亮的褐色；
- 把搅拌好的肉静置，腌渍约一天左右。期间液体调料（如酒、生抽和老抽）可能会流到容器底部而造成入味不匀的现象，故最好隔一段时间就把肉翻动一下，让调料能够均匀沾在肉上。

腌制完毕的肉类，就可以准备晾晒。许多人会在腌好的肉条的一头用锥子穿上孔，方便后面用绳子穿起肉条，挂在杆上晾晒干燥。
由于五花肉本身是肥瘦相间分层的，故晾晒时最好把绳子穿在肉条的皮上，以免风干过程中肉条各层分离造成滑脱。

### 干燥

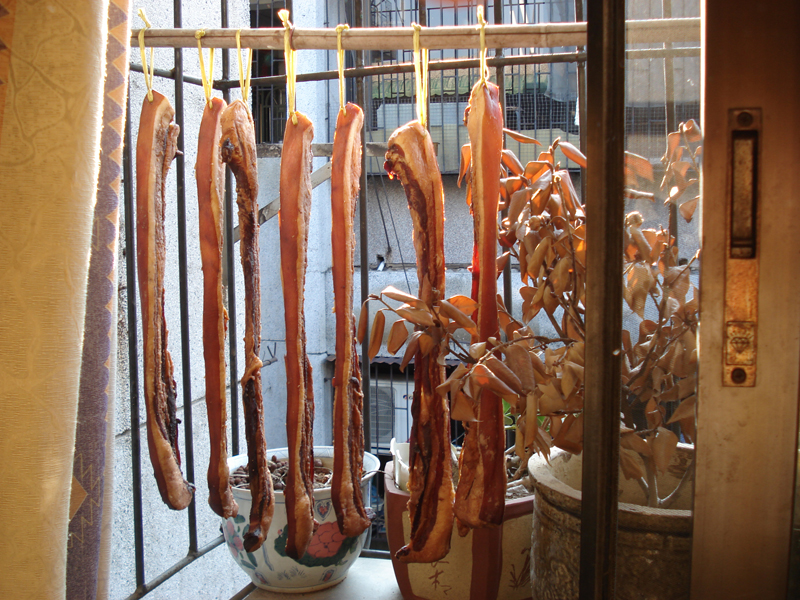
在窗台上风干中的腊肉。

干燥是指去除肉内水分，让肉变得不适宜细菌滋长、易于保存的过程。
对于采用何种方法来干燥腊肉，最多人崇尚的是“生晒”，即把生的肉料直接风干。一般家庭干燥腊肉的方法是，在腊肉的一段穿孔，用结实的绳子穿过去，然后绑在窗台、阳台等风大且容易晒到太阳的地方，让其自然风干。至于腊味厂家，则一般拥有宽广的腊味晾晒场，工人在晾晒场上用竹子、竹篾等搭成晾晒架，大量的腊味被绑在或置在架上晾晒风干。
制作腊肉时，不宜将肉置在太阳底下曝晒。曝晒会让肉内的油分大量析出，从而导致腊肉容易带上油脂氧化的怪味。
采用“生晒”法时，为了保证肉类能够迅速地变得干爽而不致霉变，适宜的气候条件非常重要。秋冬时节，华南地区云量较少、空气干燥，再加上西北季候风开始流行，对于制作腊肉是非常好的天气，因此广式腊味多在秋冬季节制作。
有些时候，商家为了保证上市时间或节省生产成本，可能会采用烘干的方法来制作腊肉。华南地区惯于食用腊肉的人认为，这种做法急于求成，制出来的腊肉质素逊于风干或以阳光晒干的腊肉。

## 广式腊肉的特点
出于保存的目的，一般的腊肉的制作都会通过腌渍和干燥两个步骤，但由于在调味上使用了酒和糖，并大量用酱油代替盐，所以广式腊肉比起其他地区如四川、湖南等地的腊肉更偏向甜味，而且带有酒香。
另外，因为广式腊肉是直接晾干而非烤干或熏干，故不会带有湖南腊肉那种独特的烟熏气味。

## 常见腊肉菜谱

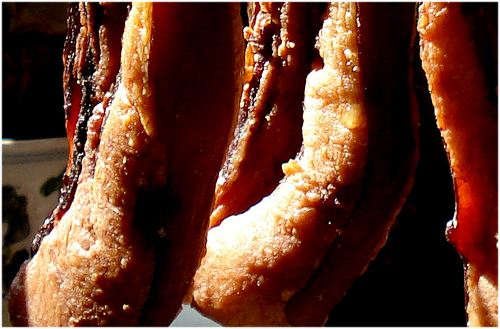
晾晒完成的腊肉，可以看见其上渗出的些微脂肪。

因为广式腊肉是腌渍过再制干，所以具有质硬、味浓的特点，同时由于以五花肉为原料，所以腊肉有很厚的脂肪层。按照腊肉的特点，人们开发了许多适合腊肉的菜谱。一般来说，腊肉都被和淀粉类或蔬菜搭配在一起食用，这是因为含油量高、味道浓的腊肉很适合搭配无油、味淡的粮食和蔬菜。
常见的腊肉菜谱有：
- 腊味煲仔饭
- 芥蘭炒腊味
- 腊味萝卜糕
- 腊肉焖萝卜等。